# Amtsvorsteher
Amtsvorsteher, nach der preußischen Kreisordnung vom 13. Dezember 1872 für die östlichen Provinzen der Polizeibeamte, der über einen Amtsbezirk gesetzt ist. Derselbe verwaltet insbesondere die Sicherheits-, Ordnungs-, Sitten-, Gesundheits-, Gesinde-, …
Siehe auch: Zum heutigen Amt als Organisationsform kommunaler Selbstverwaltung: Amt (Kommunalrecht)
In der heutigen Kommunalverwaltung wird der Amtsvorsteher nur noch (wieder) in Mecklenburg-Vorpommern und Schleswig-Holstein benutzt. In Mecklenburg-Vorpommern bezeichnet der Begriff den Leiter der Amtsverwaltung, der zugleich Vorsitzender des Amtsausschusses ist. In Schleswig-Holstein ist dies abhängig von der Frage, ob es sich um ein ehrenamtlich oder um ein hauptamtlich geleitetes Amt handelt. In einem ehrenamtlich geleiteten Amt ist der Amtsvorsteher ebenfalls Vorsitzender des Amtsausschusses und zugleich Leiter der Verwaltung. Da es sich um ein Ehrenamt handelt, wird er bei der Verwaltungsleitung vom (hauptamtlich tätigen) leitenden Verwaltungsbeamten unterstützt und vertreten. In einem hauptamtlich geleiteten Amt ist der Amtsvorsteher nur Vorsitzender des Amtsausschusses, die Verwaltungsleitung wird durch einen vom Amtsausschuss gewählten Amtsdirektor wahrgenommen.
Auch die 535 Finanzämter in Deutschland (unmittelbare Landesverwaltung) werden von Amtsvorstehern geleitet.
Bei der Deutschen Bundespost wurden die größeren Postämter (auch Postamt mit Verwaltungsdienst genannt) von einem Amtsvorsteher geleitet. Einem solchen Postamt konnten auch kleinere Postämter unterstellt sein, die von einem Betriebsleiter geführt wurden. Ebenso wurden die Fernmeldeämter, die Fernmeldezeugämter, die Postsparkassenämter und die Postscheckämter (spätere Bezeichnung Postgiroämter) von Amtsvorstehern geleitet. 
Eine modernere Bezeichnung ist Behördenleiter.